# گابریلا پیکلر
گابریلا پیکلر (سوئدی: Gabriela Pichler؛ زادهٔ ۱۱ مارس ۱۹۸۰) کارگردان فیلم و فیلم‌نامه‌نویس اهل سوئد است. وی از سال ۲۰۱۰ میلادی تاکنون مشغول فعالیت بوده‌است.